# 레오나르도 디카프리오
레오나르도 디카프리오(영어: Leonardo DiCaprio)로 잘 알려진 리어나도 윌헬름 디캐프리오(영어: Leonardo Wilhelm Dicaprio, 영어 발음: /ˌliː.ə.ˈnɑːɹd.oʊ̯ di.ˈkæp.ɹi.oʊ̯, dɪ-/, 1974년 11월 11일~)는 미국의 배우, 영화 제작자, 환경 운동가이다. 광고 출연으로 배우경력을 시작했으며, 1990년대 초반 텔레비전 연속극 《산타 바바라》와 시트콤 《그로잉 페인즈》에 고정 출연하였다. 1991년 영화 《크리터스 3》로 스크린 데뷔를 하였고, 1993년 로버트 드 니로와 같이 연기한 《이 소년의 삶》으로 주목을 받기 시작했다. 같은 해 출연한 《길버트 그레이프》로 아카데미 남우조연상에 첫 후보 지명되었다. 이후 《바스켓볼 다이어리》(1995), 《토탈 이클립스》(1996), 《로미오와 줄리엣》(1996), 《마빈의 방》(1996), 《아이언 마스크》(1998)에 출연하였다. 1997년에는 전 세계적으로 가장 높은 수익을 낸 제임스 캐머런 감독의 전기 로맨스 영화 《타이타닉》에 출연하여 전 세계적인 명성을 얻었다.
2000년대에 들어서면서, 디카프리오는 다양한 장르의 영화에 출연하며 그의 작품에 대한 호평을 받았다. 그는 전기 범죄 드라마 《캐치 미 이프 유 캔》(2002)와 서사 드라마 《갱스 오브 뉴욕》(2002)를 시작으로 마틴 스코세이지 감독과 많은 작업을 하였다. 또한, 디카프리오는 정치와 관련된 전쟁 스릴러 《블러드 다이아몬드》(2006)의 그의 연기는 비평가들로부터 찬사를 받았고, 스파이 스릴러 《바디 오브 라이즈》(2008), 드라마 《레볼루셔너리 로드》(2008), 심리 스릴러 《셔터 아일랜드》(2010), SF 스릴러 《인셉션》(2010), 전기 영화 《J. 에드가》(2011), 서부극 《장고: 분노의 추적자》(2012), 시대극 《위대한 개츠비》(2013)에 출연하며 평단의 호평과 상업적 성공을 모두 거두었다. 디카프리오는 하워드 휴스를 연기한 《에비에이터》(2004)와 휴 글래스를 연기한 《레버넌트: 죽음에서 돌아온 자》(2015)로 골든 글로브상 영화 드라마 부문 남우주연상을 2회 수상하였고, 조던 벨포트를 연기한 《더 울프 오브 월 스트리트》(2013)로 골든 글로브상 영화 뮤지컬·코미디 부문 남우주연상을 수상하였다. 그는 또한, 미국 아카데미상에 연기상으로 다섯 번째와 프로듀서로 한 번으로 총 여섯 번째 후보에 올랐으며, 《레버넌트: 죽음에서 돌아온 자》로 영국 아카데미 영화상(BAFTA) 남우주연상과 미국 아카데미상 남우주연상을 수상하였다. 2010년, 디카프리오는 영화 제작사 애피언 웨이 프로덕션을 설립하여 프로듀서로도 활동하고 있다. 그는 또한 환경 보호 활동에도 적극적으로 참여하고 있다.

## 성장 과정
디카프리오는 캘리포니아주 할리우드에서 독일 출신의 법률비서로 일한 어머니 이멀린(옛 성씨 인덴비르켄)과, 이탈리아 출신의 만화가 겸 출판인 아버지 조지 디카프리오의 아들로 태어났다. 디카프리오의 아버지는 나폴리 출신 이탈리아계 사람이자 바이에른 출신 독일계 사람이다. 디카프리오의 외할아버지 빌헬름 인덴비르켄은 독일인이며, 외할머니 헬레네 인덴비르켄은 러시아에서 옐레나 스미르노바라는 이름으로 태어나 독일로 이민 온 사람이었다. 2010년 러시아의 한 인터뷰 자리에서 디카프리오는 “나의 외할머니는 러시아인이었다. 그러니 나도 절반이 러시아인인 셈”이라고 발언하기도 했다.
그의 부모는 대학교에서 만나 부부 사이로 발전했으며, 이후 로스앤젤레스로 거주지를 옮겼다. 레오나르도라는 이름은 이탈리아의 화가이자 조각가 레오나르도 다빈치에게서 따온 것인데, 어머니가 임신 중에 프랑스의 루브르 박물관에서 다빈치의 작품을 감상 중 그때 처음으로 태동을 느꼈기 때문에 그 이유로 이름을 따서 지었다고 한다. 부모는 디카프리오가 태어난 지 얼마 안 되어 이혼을 했고, 어머니와 로스앤젤레스 교외 지역인 에코파크와 로스펠리스 힐허스트 애비뉴와 같은 곳에서 자랐다. 이후 그의 아버지는 1995년 패기 앤 패러와 재혼을 하였다.
디카프리오는 시즈 초등학교(현재 UCLA 랩 스쿨)를 거쳐, 로스앤젤레스 센터 포 인리치드 스터디스를 4년 다니다가 몇 블록 거리에 있는 존 마셜 고등학교를 다녔다. 고등학교 3학년 당시에 학교를 자퇴하였고 나중에 GED(고등학교 졸업 자격 시험)에 응시하여 합격하였다. 또, 독일에서 외조부모 헬레네와 윌헬름과 어린 시절 일부를 함께 보냈기 때문에 디카프리오는 약간의 독일어와 이탈리아어를 구사할 수 있다고 한다.

## 경력

### 초기 경력
디카프리오는 여러 광고와 교육 영화에 출연하며 경력을 시작하였다. 5세 무렵에는 어린이 프로그램 《롬퍼 룸》 촬영장에서 시끄럽게 굴어 결국 출연하지 못했다. 의붓형인 애덤 패러의 광고 촬영장에서 모델로 발탁되었으며, 14살에는 매치박스의 자동차 광고에 출연했다. 1990년, 영화 《우리 아빠 야호》를 원작으로 한 텔레비전 드라마 《페어런트 후드》에 고정 출연하게 되었다. 1989년 《뉴 래시》와 1991년 《로잔느 아줌마》에서는 단역으로 출연하였다. 1990년에는 《산타 바바라》에서 어린 메이슨 캡웰 역할을 맡아 고정 출연했다. 《산타 바바라》와 《페어런트 후드》로 제12회 젊은 예술가상(영 아티스트 어워드)  최우수 아역연기상에 후보 지명되었다.

### 1991-1995년: 주목 받게 된 영화
1991년 영화 《크리터스 3》에서 조쉬 역할로 스크린 데뷔를 하였으며, ABC 시트콤 《그로잉 페인스》에 고정적으로 출연하였다. 1993년 그는 400여명의 또래 아역 배우들의 경쟁자를 물리치고 당당히 주연급으로 발탁된 영화 《이 소년의 삶》에서 '연기의 신'이라 불리는 로버트 드 니로를 압도하는 연기력을 보여주었다는 찬사를 받았다. 그 해 개봉된 라세 할스트롬 감독의 영화 《길버트 그레이프》(1993)에서는 조니 뎁의 지적 장애를 가진 동생 어니 역할을 열연하며, 실제로도 정신지체아가 아니냐는 오해를 살 정도로 완벽한 연기를 펼쳤다. 영화 평론가 자넷 마슬린은 그의 연기에 대해 “처음부터 끝까지, 시종일관 날카롭고 필사적으로 강렬한 연기”라고 평했다. 이 작품으로 만 18세의 나이에 시카고 영화 비평가협회상, 내셔널 보드 오브 리뷰(전미 영화 비평가위원회상) 로스 앤젤레스 영화 비평가협회상에 최우수 신인상을 수상하였고, 골든 글로브상 영화 부문 최우수 남우조연상과 미국 아카데미상 최우수 남우조연상에 첫 후보 지명되었다.

### 1996-2001년: 청춘 스타로서 성공한 역할들
1995년 디카프리오는 세 편의 영화에 출연하였는데 샤론 스톤, 진 해크먼, 러셀 크로와 공연한 샘 레이미 감독의 영화 《퀵 앤 데드》와, 마약에 중독된 청소년을 연기한 영화 《바스켓볼 다이어리》외에도 아그니에슈카 홀란트 감독의 프랑스의 천재 시인 랭보와 베를렌의 동성애 관계를 다룬 영화《토탈 이클립스》에서 그는 뇌쇄적 매력의 천재시인 랭보를 연기하였다. 이 영화의 제작 초기 리버 피닉스가 먼저 랭보 역할에 캐스팅 되었지만 도중 사망하였다. 그는 어릴 적부터 절친한 케빈 코널리, 토비 맥과이어와 독립 영화 《던스 플럼》에 출연했다. 이 영화는 2001년 베를린 국제 영화제에서 첫 상영되었다.

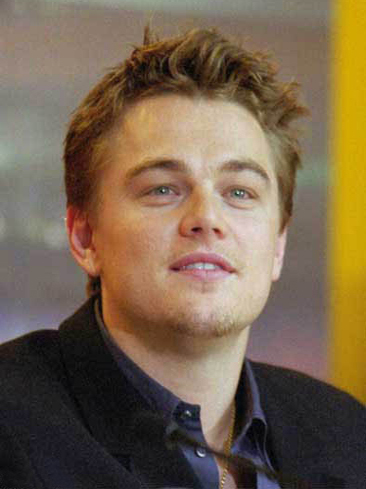
2000년 2월 영화 《비치》의 제작발표회장에서 디카프리오.

1996년 윌리엄 셰익스피어의 초기 비극이자 1968년에 이미 영화로 제작된 것의 1990년대 MTV 스타일의 화려한 현대적 배경으로 배즈 루어먼 감독이 새롭게 재해석한 영화 《로미오와 줄리엣》(1996)에서 반항적인 로미오 역할을 연기해 그의 폭발할 듯한 매력을 한껏 드러냈다. 특히 이 영화에서 기획 초기때부터 루어먼 감독이 그를 염두에 두고 캐스팅한 것으로 알려졌고, 디카프리오가 본격적으로 청춘 스타의 길에 들어서게 된 작품이다. 이 작품으로 베를린 국제 영화제에서 남우주연상(은곰상)을 수상하였다. 그 해 말에 제리 작스 감독의 가족 드라마 영화 《마빈의 방》에서 로버트 드 니로와 재회하였다. 이 영화는 스콧 맥퍼슨이 각본을 썼고, 그는 어머니의 집에 불을 내는 골칫거리 아들 행크 역할을 맡아 메릴 스트립, 다이앤 키턴과 공연하였다. 1997년 제임스 캐머런 감독의 대작 영화 《타이타닉》으로 데뷔 이후 가장 큰 규모의 블록버스터 영화에 출연하게 된다. 하지만 그는 차츰 자신의 연기력보다 외모에 관심을 보이는 언론과 대중들의 관심에 불만을 느끼게 되었고, 청춘 스타로서 큰 인기를 얻은 이후 그에게 들어오는 배역들은 하나같이 가볍고 뻔한 종류의 역할들이 대부분이었다. 캐머런 감독으로부터 《타이타닉》의 잭 도슨 역할의 캐스팅 제의가 들어왔을 때도 '가난한 화가와 상류층 여성의 비극적인 사랑 이야기'는 디카프리오의 흥미를 끌지 못했고 처음에는 거절을 하였지만 이전부터 그의 연기적 재능을 눈여겨본 캐머런이 적극적인 구애로 최종 출연이 이뤄졌다. 이 영화는 1997년 12월 19일 미국 전역에 개봉하여 전 세계에서 21억 8,537만 달러의 엄청난 흥행수입(2009년 영화 《아바타》 개봉 전까지 12년간 전 세계 박스오피스 1위를 기록)을 거두었고, 그는 두 번째로 골든 글로브상 후보에 올랐다. 영화는 미국 아카데미상에서 총 14개 부문에 후보 지명되며 11개 부문을 수상하는 기염을 토했다. 이는 《벤허》, 《반지의 제왕: 왕의 귀환》과 더불어 역대 미국 아카데미 최다 수상 기록에 해당하지만 그는 후보에조차 이름을 올리지 못하여 자존심을 구겼고, 이 날 시상식에 참석하지 않았다. 하지만 영화의 엄청난 상업적인 흥행으로 디카프리오는 명실공히 세계 최고의 톱스타이자 인기 배우로 거듭나게 되었다. 1990년대 중후반 그는 전 세계의 꽃미남 아이콘으로 미국을 넘어 유럽, 아시아 전역에서도 엄청난 인기를 끌었으며, 그의 조각 같은 외모와 전형적이지 않은 매력으로 10대 소녀부터 20대, 30대의 젊은 여성 팬들의 마음을 사로잡아 당시 전 세계가 '레오 신드롬'에 빠졌다 해도 과언이 아닐 정도로 뜨거운 인기를 누렸다. 재미있는 일화로는 미국 아카데미상에서 디카프리오가 남우주연상 후보 지명에서 제외 된에 반발한 200명 이상의 그의 팬들은 영화 예술 과학 아카데미(AMPAS)에 항의하기 위해 연락하는 해프닝도 있었다.
1998년 랜들 웰러스 감독의 영화 《아이언 마스크》에서 루이 14세와 철가면을 쓴 채 지하 감옥에 갇힌 루이 14세의 쌍둥이 형제 필립의 1인 2역을 연기했다. 이 영화에서 그의 연기는 비평가에게 혹평을 받았고 골든 래즈베리상에서 두 역할로 최악의 커플상을 받기도 했다. 그 해 우디 앨런 감독의 영화 《셀러브리티》에서는 노개런티로 출연을 자청하였고 그는 이 영화에서 괴벽을 일삼는 난폭한 성격의 젊은 톱스타 브랜던 역할을 연기하였는데, 불과 10분밖에 되지 않는 짧은 분량임에도 강렬한 인상을 남겼다.
2000년 알렉스 가랜드의 동명 소설을 영화화한 대니 보일의 《비치》에서는 틸다 스윈턴, 비르지니 르두아앵, 기욤 카네와 공연하였고, 미국에서 배낭 하나만 매고 태국의 비밀의 섬에 모험을 찾는 청년 리처드를 연기했다. 하지만 전작 《아이언 마스크》와 마찬가지로 비평가에 혹평과 흥행에서도 실패를 거듭하면서 디카프리오는 첫 슬럼프를 겪게 된다.

### 2002-2007년: 마틴 스코세이지의 페르소나가 되다

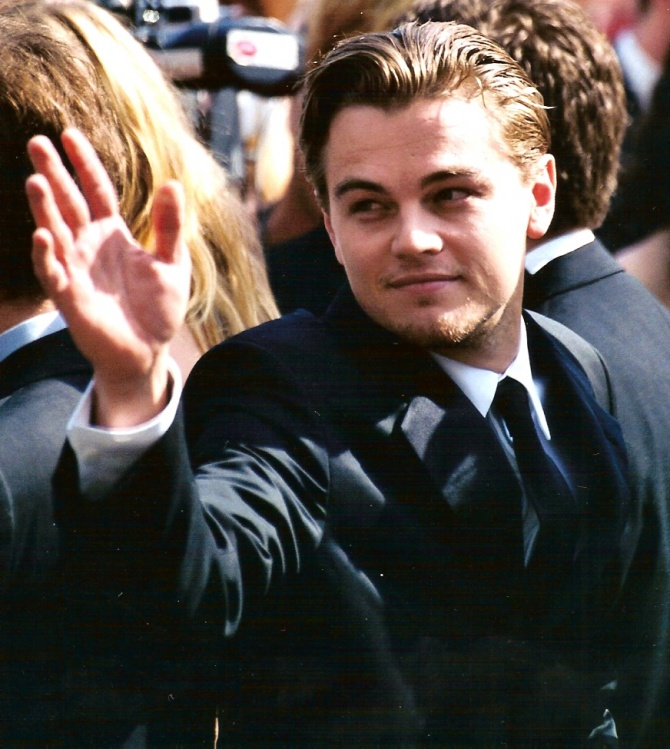
2002년 디카프리오.

디카프리오는 이전의 청춘 스타 이미지에서 벗어나고자 끊임없이 변신을 시도하였고, 1840년대 초반 뉴욕을 배경으로 원주민들과 아일랜드 이주민들 사이에서 빚어진 갈등과 혈투를 통해 미국 건국 초기의 어두웠던 그림자를 그린 마틴 스코세이지 감독의 영화 《갱스 오브 뉴욕》에서 대니얼 데이루이스가 연기한 빌 더 부처에게 아버지를 잃고 복수를 다짐하는 암스테르담을 연기했다. 이 영화에서 평론가들에게 크게 주목을 받은 것은 결과적으로는 대니얼 데이루이스로 디카프리오의 연기는 다소 가려졌지만
그동안의 '청춘 스타' 이미지에서 진정한 연기자로 방향 전환을 할 수 있었던 계기가 된 신호탄이였다. 그 해 개봉한 스티븐 스필버그 감독의 영화 《캐치 미 이프 유 캔》에서는 1960년대 실제로 일어난 희대의 사기극을 경쾌하게 그린 작품으로 톰 행크스, 마틴 신, 크리스토퍼 워컨 등과 공연하였다. 그는 이 영화에서 변호사, 의사, 조종사 등으로 신분을 바꾸며 전 세계를 돌며 사기행각을 벌인 10대 소년 프랭크를 연기했다. 영화는 비평가의 호평을 받았고 전 세계에서 3억 5,110만 달러의 흥행수입을 올리며 《타이타닉》 이후 디카프리오의 출연작에서도 높은 수익률을 자랑하는 영화이다. 그는 세 번째로 골든 글로브상에 후보 지명되었다.
2004년 마틴 스코세이지 감독과 두 번째로 호흡을 맞춘 영화 《에비에이터》를 통해 실존 인물인 하워드 휴스가 살아 돌아온 것 같은 흠잡을 데 없는 명연기로 생애 처음으로 골든 글로브상 영화 드라마 부문 남우주연상을 수상하는 기쁨을 누렸지만, 미국 아카데미상에서는 제이미 폭스에 밀려 수상의 기회는 놓쳤다. 하지만 데뷔 이래 미국 아카데미상 남우주연상 후보에 첫 지명되는 쾌거를 이뤘다. 2006년 시에라리온의 '분쟁 다이아몬드'(전쟁 중에 불법으로 채굴되어 밀수되는 다이아몬드)에 대한 에드워드 즈윅 감독의 영화 《블러드 다이아몬드》에서 대니 아처 역할을 연기했다. 디카프리오는 발음하기 어려운 아프리칸스어를 무리 없이 구사했다. 같은 해 개봉된 마틴 스코세이지 감독과 세 번째로 작업한 영화 《디파티드》는 미국 아카데미상에서 5개 부문 후보에 올라 최우수 작품상, 감독상 등 4개 부문을 수상하였다. 이 영화는 홍콩의 범죄, 스릴러 영화 《무간도》를 미국 보스턴을 배경으로 리메이크한 것으로 전 세계에서 2억 1,370만 달러의 흥행수입을 올렸다. 그는 이 영화에서 연기력을 인정받아 새틀라이트상(국제비평가협회상)에서 남우조연상을 수상하였고, 여러 비평가협회상과 미국 배우 조합상(스크린 액터 길드 어워드), 골든 글로브상에 후보 지명되었다. 특히 골든 글로브상과 미국 배우 조합상(스크린 액터 길드 어워드)에서는 《디파티드》와 《블러드 다이아몬드》가 모두 연기상의 후보에 올랐고, 디카프리오는 《블러드 다이아몬드》로 생애 두 번째로 미국 아카데미상 남우주연상 후보에 올랐다.

### 2008-2012년

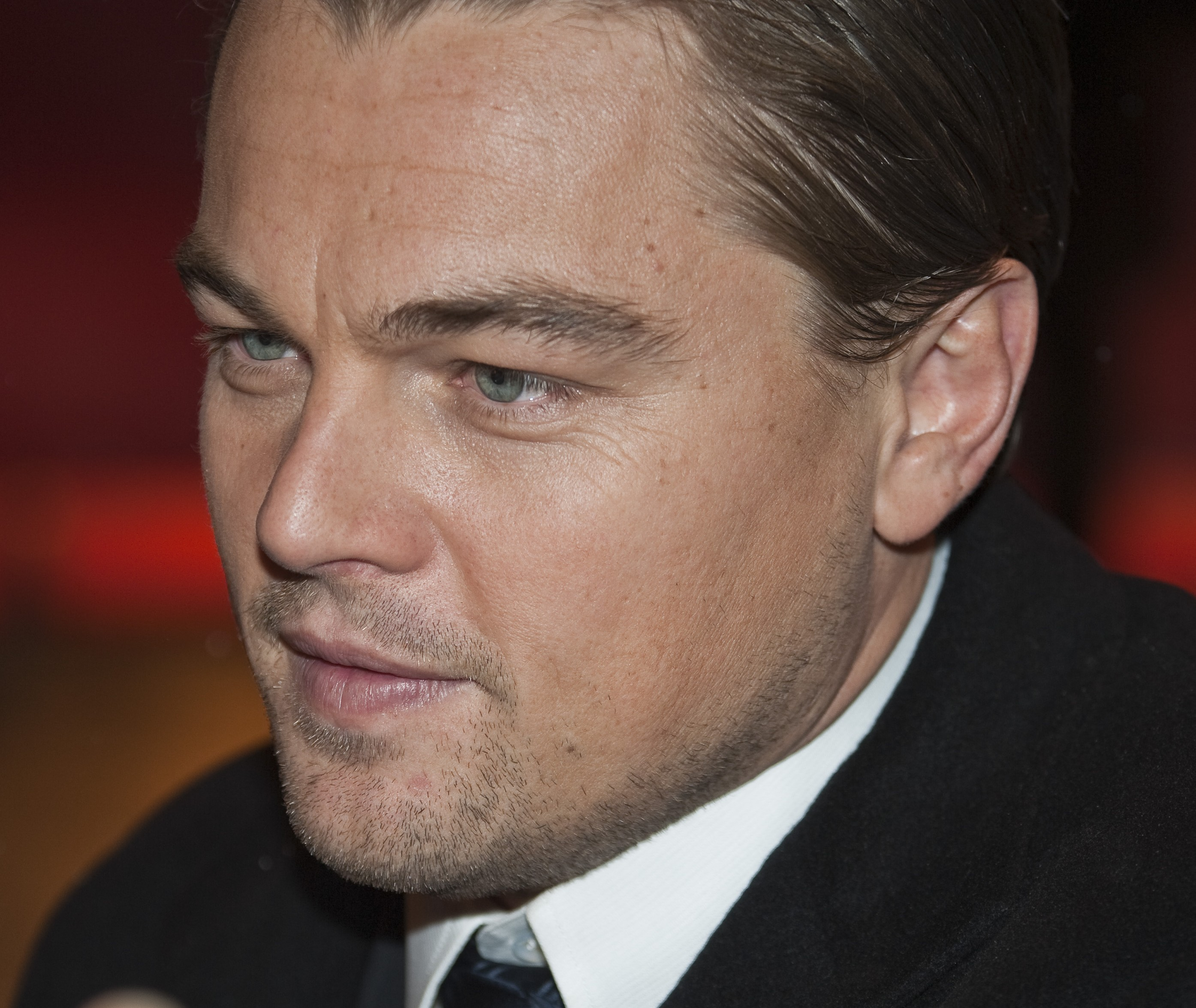
2008년 2월 영화 《셔터 아일랜드》의 베를린 국제 영화제 시사회에서 디카프리오.

2008년 디카프리오는 데이비드 이그나시우스의 동명 소설을 영화화한 《바디 오브 라이즈》에 출연했는데 이 영화는 테러 조직과의 전쟁에 투입되는 미국의 CIA 요원 모습을 그리고 있다. 그는 테러 사건의 배후 인물을 쫓는 사상 최악의 미션을 맡아 동료조차 믿지 못하는 극한 상황에 처하는 인물인 로저 페리스를 연기했고, 리들리 스콧 감독과 러셀 크로와 마크 스트롱과 공연했다.
그 해 샘 멘디스 감독과 작업한 2008년 영화 《레볼루셔너리 로드》으로 1997년 영화 《타이타닉》이후 거의 11년 만에 케이트 윈즐릿과 다시 한번 호흡을 맞추며 화제를 모았다. 두 사람은 풋풋한 연인부터 결혼 후 현실에 부딪혀 갈등하고 사랑을 지켜가기 위해 노력하는 부부를 연기했다. 이 영화는 리처드 예이츠의 동명 소설을 영화화한 작품으로 1950년대 미국의 중산층 가정을 배경으로 사랑과 현실 사이에서 살아가는 한 부부의 이야기를 담고 있다. 디카프리오는 윈즐릿과 서로의 고민 상담도 나눌 만큼 오랫동안 좋은 우정을 나누고 있기도 하다. 그는 이 작품으로 일곱 번째로 골든 글로브상 후보에 올랐다.
2010년 디카프리오는 스릴러 영화 《셔터 아일랜드》로 마틴 스코세이지 감독과 그의 공동 작업을 이어 나갔다. 이 영화는 데니스 루헤인을 동명 소설을 원작으로 벤 킹즐리, 마크 러팔로와 미셸 윌리엄스와 공연했다. 전 세계에서 2억 9,400만 달러의 흥행수익을 올렸고, 스코세이지 감독의 작품 중에서 가장 높은 수익률을 기록한 영화가 되었다.

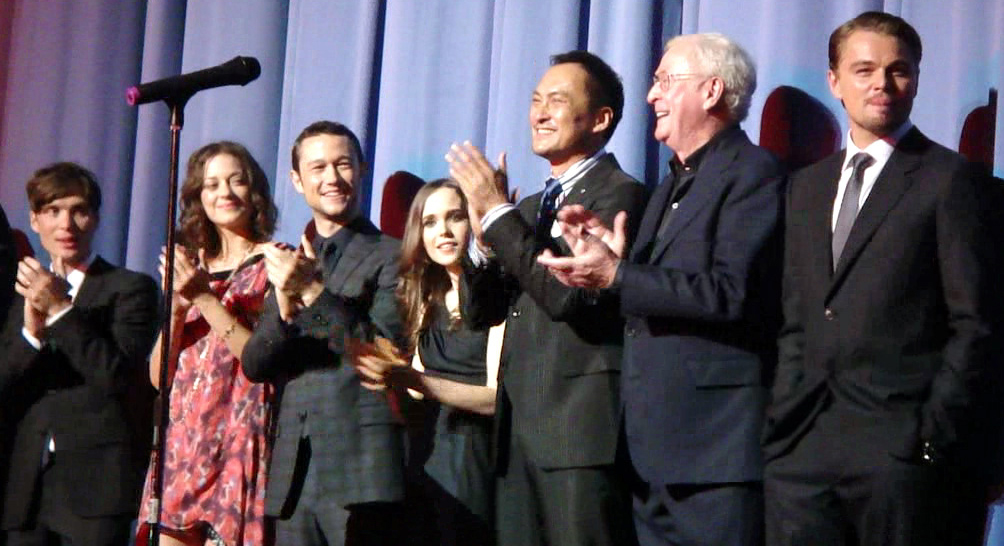
2010년 7월 영화 《인셉션》의 시사회에서 출연 배우들

그 해, 크리스토퍼 놀런 감독의 공상 과학 영화 《인셉션》에 출연하였다. 이 영화는 "드림머신"이라는 기계로 타인의 꿈에 접속해 생각을 빼낼 수 있게 된 미래 사회를 배경으로 디카프리오는 생각을 지키는 특수보안요원이자 생각을 훔칠 수도 있는 도둑인 최고 전문가 돔 코브 역할을 연기했다. 전 세계에서 흥행수입(8억 2,500만 달러)를 벌어들이며 대히트하였다.
2011년 클린트 이스트우드 감독의 영화 《제이. 에드가》에 출연하였다. 이 영화는 FBI의 창설자인 존 에드거 후버에 대한 전기 영화로 그는 주인공 후버 역할을 맡아 나오미 왓츠, 아미 해머와 공연하였다. 2012년 디카프리오는 영화 《장고: 분노의 추적자》으로 연기 인생 처음으로 악랄한 악역을 맡아 캘빈 캔디를 연기했다. 이 영화는 비평가로부터 매우 긍정적인 평가를 받아, 미국 아카데미상에서 최우수 작품상 등 5개 부문 후보에 올라 최우수 각본상을 수상했다. 또한 각본, 감독의 쿠엔틴 타란티노의 최고 흥행 영화이자, 전 세계 극장에서 4억 2,400만 달러의 흥행수익을 올렸다.

### 2013년-현재

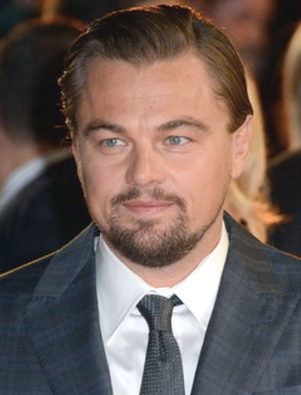
2014년 1월 영화 《더 울프 오브 월 스트리트》 런던 시사회에서 디카프리오.

2013년 디카프리오는 배즈 루어먼 감독의 영화 《위대한 개츠비》로《로미오와 줄리엣》(1996) 이후 16년 만에 함께 작업하였다. 이 영화는 F. 스콧 피츠제럴드의 동명 소설을 원작으로 그는 불가사의한 배경을 지닌 남자 제이 개츠비를 연기하였고, 캐리 멀리건, 토비 맥과이어와 공연하였다. 영화는 2013년 5월 10일 개봉되었고, 그 해 칸 국제 영화제 개막작으로 초연 되어 전 세계에서 3억 3,100만 달러의 흥행수익을 올렸고, 루어먼 감독의 작품 중에서 가장 높은 수익률을 기록한 영화가 되었다. 같은 해, 그는 마틴 스코세이지 감독과 다섯 번째로 호흡을 맞춘 영화 《더 울프 오브 월 스트리트》에서 전 세계를 발칵 뒤집는 희대의 사기극을 벌인 월 스트리트 실존 인물로 1990년대 후반 체포된 주식 사기꾼 조던 벨포트 역할을 연기했다. 촬영은 2012년 8월 8일부터 뉴욕에서 진행되었고, 2013년 12월 25일에 개봉되었다. 그는 이 작품으로 미국 아카데미상에서 네 번째 후보에 오르며, 골든 글로브상 영화 뮤지컬·코미디 부문 남우주연상을 수상하였다.
2014년 1월, 디카프리오는 독일 언론을 통해 “당분간 활동을 쉬면서 긴 휴식 기간을 가지겠다. 세계 여행을 하면서 환경을 위해 힘쓰고 싶다”라고 보도되었는데, 하지만 이는 사실무근인 것으로 밝혀졌다. 2014년 4월, 디카프리오는 알레한드로 곤살레스 이냐리투 감독의 새로운 생존 드라마 영화 《레버넌트: 죽음에서 돌아온 자》에 캐스팅된 것이 발표되었다. 이 영화에서 그는 19세기를 배경의 1820년대 미국 서부 야생에서 회색 곰의 습격을 받고 일행들에게 버림받은 사냥꾼 휴 글래스를 연기했다. 이 작품에서 그의 연기는 비평가들의 호평을 받아 미국 아카데미상 남우주연상을 포함한  수많은 시상식에서 수상하였고 열한 번째 후보이자 골든 글로브상에서 세 번째로 영화 드라마 부문 남우주연상과 아홉 번째 후보에 오른 미국 배우 조합상(스크린 액터 길드 어워드)와 영국 아카데미 영화상(BAFTA), 미국 아카데미상에서 남우주연상을 첫 수상하였다.
2015년 8월 10일, 마틴 스코세이지가 감독하고 빌 레이가 각본을 쓰는 영화 《더 데빌 인 더 화이트 시티》에 디카프리오가 출연하는 것이 발표되었다. 2015년 10월, 그의 제작사 애피언 웨이 프로덕션에서는 폭스바겐 배기가스 조작에 관한 책의 영화 권한을 획득했다. 2016년 10월 21일, 피터 구랄닉의 책 Sam Phillips : Rock'N 'Roll를 영화화할 예정으로, 디카프리
오가 테네시주 멤피스에 본사를 둔 썬 스튜디오의 창립자인 샘 필립스를 연기한다고 발표되었다. 2017년 파라마운트 픽처스는 《블랙 핸드》의 영어판에 대한 영화 저작권을 취득했다고 발표했다. 2018년 개봉될 예정인 이 영화는 디카프리오가 조셉 페트로시를 연기할 예정이며, 부분적으로 페트로시노의 암살에 대한 소설을 기반으로 할 예정이다. 2017년 8월, 파라마운트는 월터 아이작슨의 레오나르도 다 빈치 자서전에 대한 권리 수정을 위해 유니버설 픽처스에 대한 입찰 전쟁에서 승리했다. 이 스튜디오는 디카프리오의 별과 함께 영화를 제작할 계획이라고 디카프리오의 애피언 웨이 프로덕션과의 계약에 따라 권리를 샀다. 2017년 9월 기준으로, 디카프리오는 전 미국 대통령 시어도어 루스벨트의 전기 영화인 《루스벨트》에 출연할 예정이다. 마틴 스코세이지가 감독하고 파라마운트 픽처스가 배급하고 디카프리오의 애피언 웨이 프로덕션에서 제작한다. 이 영화는 아직 개봉일이 확정되지 않았다. 2018년 1월, 디카프리오는 맨슨 가족의 살인 사건을 그린 쿠엔틴 타란티노 감독의 새로운 영화 《원스 어폰 어 타임 인 할리우드》에서 TV 배우 릭 돌턴을 연기한다.

## 개인 생활

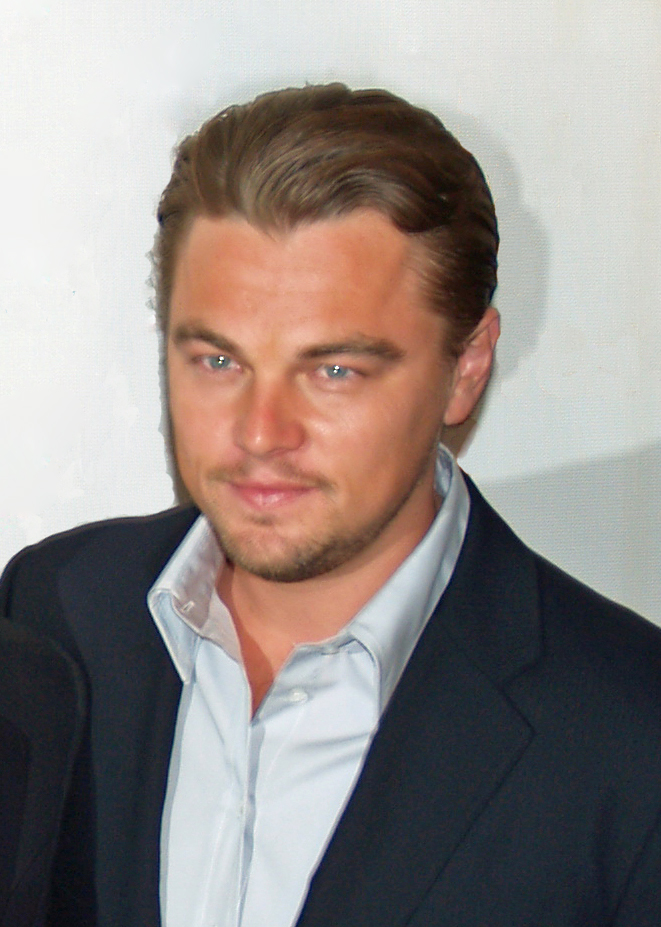
2007년 트라이베카 영화제에서.

디카프리오는 1990년 드라마 《페어런트 후드》오디션에서 처음 만난 토비 매과이어와 오랜기간 절친한 친구사이로 유명하다. 케빈 코널리, 루커스 하스와 영화 《타이타닉》, 《레볼루셔너리 로드》에서 함께 공연한 케이트 윈즐릿과도 오랜 친구이다.
디카프리오의 화려한 여성 편력은 대중들에게도 익히 알려져 있다. 그의 여자관계로는 모델 크리스틴 장, 영국 모델 겸 사교계 명사인 엠마 밀러와 교제하였고, 이후 독일계 브라질 출신의 톱모델 지젤 번천과 2000년 한 파티에서 만나 교제하기 시작해, 5년간 만남과 이별을 거듭하며 긴 열애를 했다. 두 사람의 만남은 세기의 커플이라고 불리며 많은 사람들은 두 사람이 결혼까지 골인될꺼라 예상됐지만, 끝내, 결혼을 원한 번천과는 달리 결혼 생각이 없었던 디카프리오는 2005년에 끝내 공식 결별하였다. 2005년 11월 U2의 라스베가스 파티에서 만난 이스라엘 출신의 모델 바 라파엘리와 다시 사랑에 빠졌다. 디카프리오는 라파엘리의 고향인 이스라엘에 방문하기도 하였다. 2009년 6월 헤어짐을 거쳐 2010년 초 다시 재결합을 하는 등 라파엘리와도 역시 만남과 이별을 반복하며 긴 열애를 하였다. 2011년 5월에 두 사람은 친구 사이로 남고 연인관계는 끝났음을 밝혔다. 그 해 8월에는 13세 연하의 미국 배우 블레이크 라이블리와 교제 중임이 알려졌다. 하지만 2개월 만에 결별했다. 이후, 불과 2개월 후인 12월 미국 모델 에린 헤더턴과 만남을 시작해 언론에 열애 사실이 밝혀졌지만, 좀 더 깊은 관계를 원한 헤더턴과의 관계를 정리하며, 2012년 10월 공식 결별하였다. 2013년 5월 독일 출신의 모델 토니 가른과의 열애 사실이 언론에 보도되었다. 2014년 12월, 그는 1년 반만의 열애 끝에 가른과 공식적으로 결별했다. 결별한지 한달만에 가수 리한나와 열애설이 급부상했지만 사실 무근으로 드러났다. 2015년 6월, 디카프리오는 16세 연하의 모델 겸 배우 켈리 로르바흐와 데이트를 시작했다. 결별한 이후 그는 2016년 5월 폴란드계 모델 엘라 카와렉과, 이후 17세 연하의 덴마크 모델 니나 아그달과 1년간 데이트하였다. 2018년 4월, 23세 연하의 만 20세 모델 카밀라 모로네와 데이트하고 있다고 보도 되었다.
디카프리오는 불가지론자이다. 디카프리오는 로스앤젤레스에 저택과 뉴욕 맨해턴의 배터리 파크 시티의 아파트를 소유하고 있다. 2009년 그는 벨리즈의 섬을 매입해 친환경적인 리조트를 만들 계획을 하고 있다. 2014년, 그는 팜스프링스에 위치한 건축가 도날드 웩슬러가 설계하고 미드-센추리 모던으로 디자인 된 원래 디나 쇼어가 소유하던 주택을 구입했다.
이소룡을 마음 속 깊이 존경한다. 원스 어폰 어 타임... 인 할리우드에서 주인공인 릭 돌턴 역할을 할 때 원래 각본은 릭 돌턴이 이소룡과 싸워서 이기는 것이었으나 이게 레오나르도 디카프리오의 반대로 무산되었는데 자신이 존경하는 이소룡을 연기로라도 구타하는 것은 하기 싫다는 이유에서였다. 그래서 각본이 수정되어 이소룡의 날아차기를 릭 돌턴이 피하고 그 때문에 이소룡이 나뒹구는 걸로 일축했다.

## 환경 운동

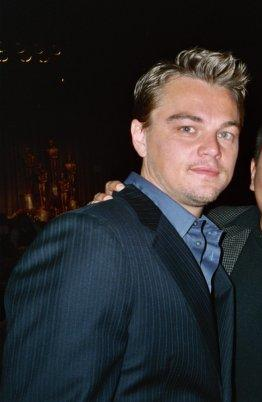
2009년 3월, 자선 행사에서 디카프리오.

1997년 영화 《타이타닉》의 성공에 이어 1997년 초 영화와 함께 만 24세의 디카프리오는 1998년 레오나르도 디카프리오 재단(Leonardo DiCaprio Foundation)을 설립했다. 이 단체는 환경 인식을 홍보하기 위해 설립된 비영리 단체이다. 환경의 모든 영역에 관심이 있지만, 지구 온난화, 지구의 생물 다양성 보존 및 재생 가능 에너지 지원에 중점을 두고 있다. 40여 개국의 프로젝트에 참여했으며, 《워터 플래닛》과 《글로벌 워닝》이라는 두 편의 웹 다큐멘터리를 제작했다. 재단은 또한 자연 채무를 위한 부채 자금을 지원했다. 그 원인에 적극적으로 개입했기 때문에 그는 환경 단체로부터 찬사를 받았다. 2001년 Martin Nowton 환경 어워드, 인바이로멘트 나우, 2003년 환경 리더십 어워드, 글로벌 그린 USA의 환경 리더십 어워드 등이 수상의 영예를 안았다. 디카프리오는 2000년 지구의 날 기념 행사를 기념하여 ABC 방송을 통해 빌 클린턴 대통령과 특별 인터뷰를 진행하고 지구 온난화와 환경을 다루는 계획에 대해 논의했다. 새파란 배우에게 거물과 인터뷰할 기회를 빼앗긴 ABC 기자들의 질투를 받으며 진행한 이 인터뷰에서 디카프리오는 기후 변화의 과학, 거대 정유사들의 로비, SUV 판매량 감소 대책 등에 대해 도발적인 질문들을 하기도 했다. 2007년 그는 기후 변화의 위험성을 경고하는 다큐멘터리 영화 《11번째 시간》에서 공동 제작, 각본을 쓰고 내레이션에 참여했다. 2013년에 설립된 《11번째 시간》 자선 미술 경매에서 그는 약 4,000만 달러의 기금을 모금했다. 세계에서 가장 많은 수익을 올린 환경 자선 행사가 되었다. 디카프리오는 지구 온난화는 세계에서 "가장 큰 환경적 도전"이라고 말한다. 2016년 7월, 그의 재단은 야생 동물과 아메리카 원주민의 권리를 보호하고 기후 변화에 대처하는 데 도움을 주기 위해 1,560만 달러를 기부했다. 그리고 2017년 7월에 재단에서 실시한 자선 경매 및 유명인들이 참여한 콘서트는 개장일에 3,000만 달러의 기부금을 모고 다음 달에도 계속될 예정이다.

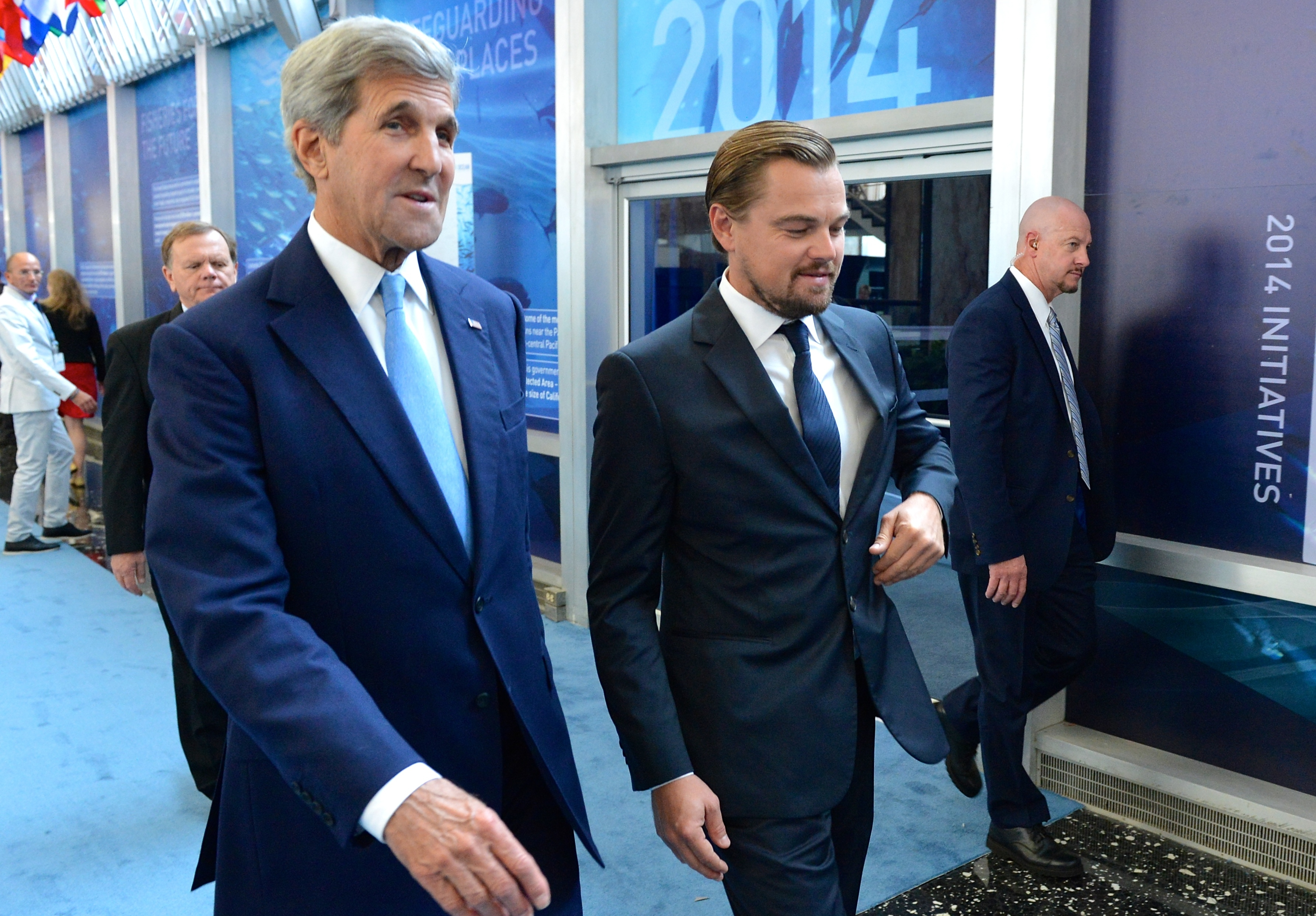
2016년 9월, 미국 국무장관 존 케리와 디카프리오.

그는 수많은 환경 단체의 적극적인 후원자로, 세계 야생 동물 기금, 글로벌 그린 USA, 동물 복지를 위한 국제 기금 및 천연 자원 방위 이사회를 지원하고 있다. 그는 2016년 초 인도네시아를 방문하여 정부의 야자 기름 산업의 산림 개간 방법을 비판했다.
그는 2007년 라이브 어스의 아메리칸 레그를 발표했으며, 2010년 환경 보존 사업으로 인해 VH1 두 섬싱 어워드 후보로 지명되었다. 2014년에 그는 UN 기후 변화 대표자로 임명되었으며, 그 해 말에 그는 UN 기후 정상 회의 회원들 앞에서 개회사를 했다. 그는 파리 기후 변화 협약 서명 이전에 2016년 4월 UN에서 다시 연설했다.
디카프리오는 채식주의자로 채식주의자라는 소문이 있었으며, 그리고 2014년에 그는 환경에 대한 축산업의 영향과 여러 환경 단체의 입장에 관한 다큐멘터리 영화 《소에 관한 음모》를 지원했다. 편집 감독의 역할을 담당한 디카프리오는 다큐멘터리가 넷플릭스에서 공개되도록 지원했다. 그는 또한 지구 온난화의 다양한 측면을 관찰한 2016년 다큐멘터리 영화 《비포 더 플러드》에서 총괄 제작 및 직접 출연했다. 2010년 11월, 디카프리오는 러시아 호랑이 정상 회담에서 야생 생물 보호 협회에 100만 달러를 기부했다. 2016년 초, 프란치스코 교황과의 만남에서 그는 자선 기부를 하고 환경 문제에 관해 이야기했다. 며칠 후, 교황은 디카프리오와의 대화에서 영향을 받아 신앙을 기반으로 한 자선 영화 《비포 더 플러드》에 출연하겠다고 말했다. 그의 첫 번째 연기 경험이 될 것이며 교황이 장편 영화에 등장한 것은 역사상 처음 있는 일이다. 영화의 수익금은 아르헨티나의 자선 단체에 기부 된다.